# Spring Street (Lexington Avenue Line)
Spring Street is een station van de metro van New York aan de Lexington Avenue Line.
Van noord naar zuid:
Woodlawn · 
Mosholu Parkway · 
Bedford Park Boulevard-Lehman College · 
Kingsbridge Road · 
Fordham Road · 
183rd Street · 
Burnside Avenue · 
176th Street · 
Mount Eden Avenue · 
170th Street · 
167th Street · 
161st Street-Yankee Stadium ·
149th Street-Grand Concourse · 
138th Street-Grand Concourse · 
125th Street · 
116th Street · 
110th Street · 
103rd Street · 
96th Street · 
86th Street · 
77th Street · 
68th Street-Hunter College · 
59th Street · 
51st Street · 
Grand Central-42nd Street · 
33rd Street · 
28th Street · 
23rd Street · 
14th Street-Union Square · 
Astor Place · 
Bleecker Street · 
Spring Street · 
Canal Street · 
Brooklyn Bridge-City Hall · 
Fulton Street · 
Wall Street · 
Bowling Green · 
Borough Hall · 
Nevins Street · 
Atlantic Avenue · 
Bergen Street · 
Grand Army Plaza · 
Eastern Parkway-Brooklyn Museum · 
Franklin Avenue · 
Nostrand Avenue · 
Kingston Avenue · 
Crown Heights-Utica Avenue · 
Sutter Avenue-Rutland Road · 
Saratoga Avenue · 
Rockaway Avenue · 
Junius Street · 
Pennsylvania Avenue · 
Van Siclen Avenue · 
New Lots Avenue
Van noord naar zuid:
Pelham Bay Park · 
Buhre Avenue · 
Middletown Road · 
Westchester Square-East Tremont Avenue · 
Zerega Avenue · 
Castle Hill Avenue · 
Parkchester · 
St. Lawrence Avenue · 
Morrison Avenue-Soundview · 
Elder Avenue · 
Whitlock Avenue · 
Hunts Point Avenue · 
Longwood Avenue · 
East 149th Street · 
East 143rd Street-St. Mary's Street · 
Cypress Avenue ·
Brook Avenue · 
Third Avenue-138th Street · 
125th Street · 
116th Street · 
110th Street · 
103rd Street · 
96th Street · 
86th Street · 
77th Street · 
68th Street-Hunter College · 
59th Street · 
51st Street · 
Grand Central-42nd Street · 
33rd Street · 
28th Street · 
23rd Street · 
14th Street-Union Square · 
Astor Place · 
Bleecker Street · 
Spring Street · 
Canal Street · 
Brooklyn Bridge-City Hall